# Olios schistus
Olios schistus är en spindelart som beskrevs av Chamberlin 1919. Olios schistus ingår i släktet Olios och familjen jättekrabbspindlar. Inga underarter finns listade i Catalogue of Life.